# Cuckfield
Cuckfield (4,32 km²; 3.200 ab. circa) è un villaggio con status di parrocchia civile della contea inglese del West Sussex (Inghilterra sud-orientale), facente parte del distretto del Mid Sussex.

## Geografia fisica

### Collocazione
Cuckfield si trova tra Crawley e Brighton (rispettivamente a sud della prima e a nord della seconda). Da Brighton dista circa 25 km.

## Società

### Evoluzione demografica
Al censimento del 2001, Cuckfield contava una popolazione pari a 3.266 abitanti.

## Edifici e luoghi d'interesse
Tra gli edifici d'interesse vi è la Queens Hall, edificio del 1820 che ospita il Cuckfield Museum, inaugurato nel 1981.